# Frontera entre Itàlia i Eslovènia
La frontera entre Itàlia i Eslovènia es la frontera internacional terrestre i marítima entre Eslovènia i Itàlia, estats integrats a la Unió Europea i a l'espai Schengen. Separa la regió italiana de Friül - Venècia Júlia de les regions eslovenes de l'Alta Carniola, Litoral-Karst i Goriška.

## Traçat
La frontera terrestre comença al trifini constituït per les fronteres austro-italiana i la frontera austro-eslovena, vora el cim més alt d'Eslovènia, el Triglav. Continua al sud per 218 km i acaba al mar Adriàtic, prop del poble italià de Villaggio Castelletto, un poble del municipi de Muggia (situat al sud de Trieste) que abasta totalment la badia de Muggia en benefici d'Itàlia.

El joc de les fronteres internacionals al nord-est del mar Adriàtic.

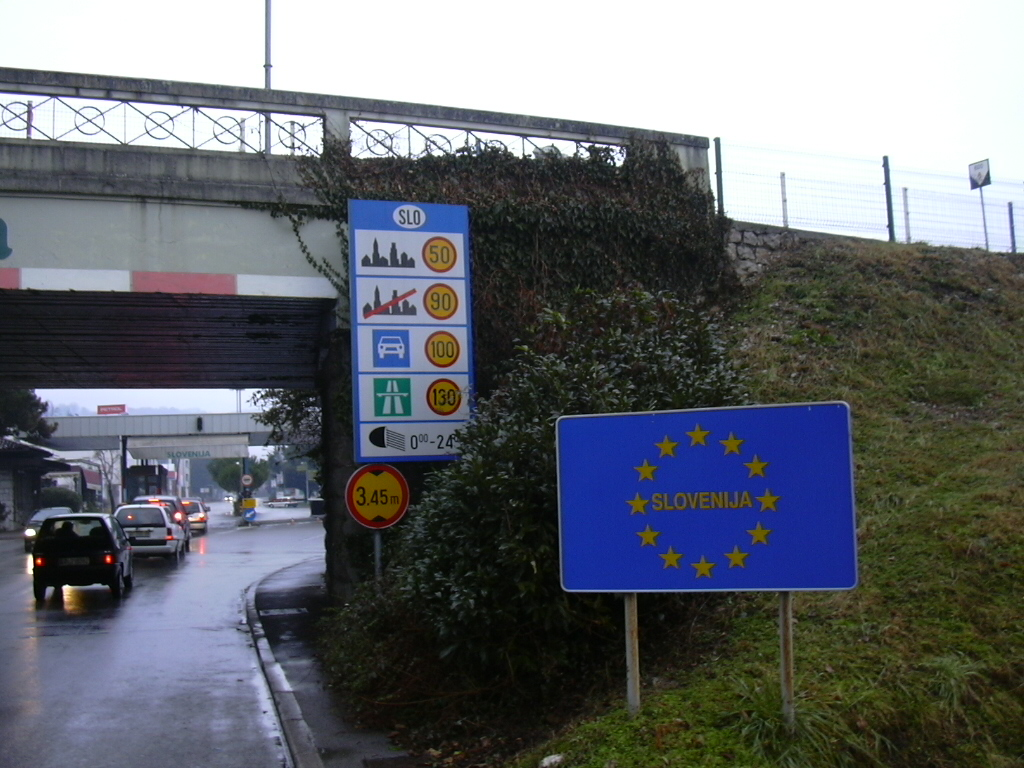
Frontera que separa Gorizia de Nova Gorica

## Història
El traçat de la frontera, fixat per a la part més septentrional per l'entrada en vigor del Tractat de París (1947), es va completar el 26 d'octubre de 1954 quan es va repartir el Territori lliure de Trieste, que es va constituir després de la Segona Guerra Mundial en 1947. Fins llavors, aquest territori es va dividir en dues zones d'ocupació: la zona A per les tropes angloamericanes i la zona B per tropes iugoslaves . Quan es va compartir el memoràndum d'enteniment, Itàlia va recuperar la zona A, mentre que Iugoslàvia va ocupar la Zona B i la va integrar a les repúbliques socialistes de Eslovènia i Croàcia, estats membres de la República Socialista Federal de Iugoslàvia. El repartiment no fou recollit fins 1975 en el Tractat d'Osimo. Des de la seva independència en 1991, Eslovènia és l'únic país de l'antiga Iugoslàvia que encara té frontera amb Itàlia.